# Augusto Suárez de Figueroa

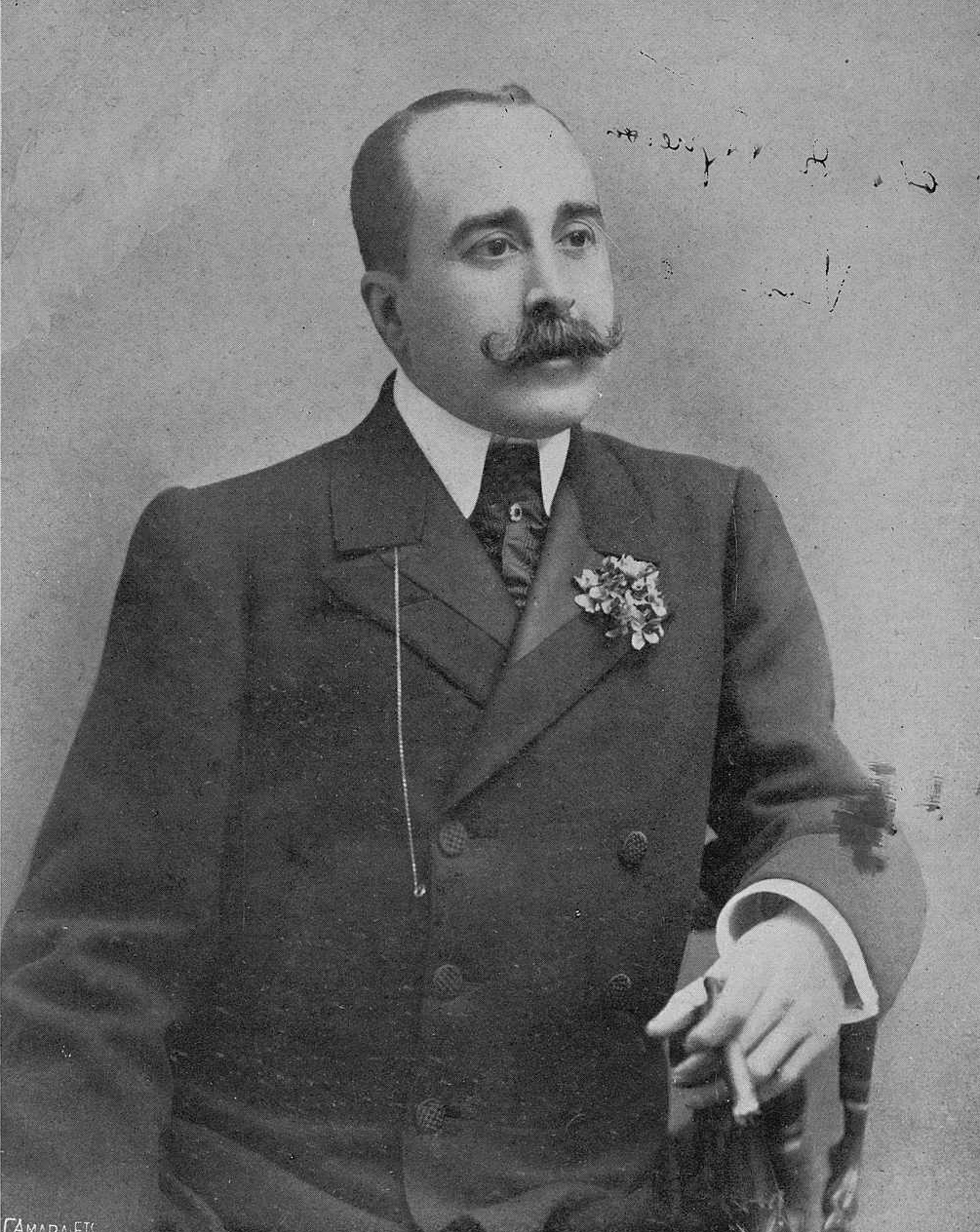
Augusto Suárez de Figueroa

Augusto Suárez de Figueroa y Ortega (Estepona, 1852-Málaga, 1 de enero de 1904) fue un periodista, militar y político español. 

## Trayectoria
Fue el primer director de El Heraldo de Madrid, y también dirigió el Diario Universal y El Resumen. Su “muerte romántica” le concedió títulos como el ‘primer periodista de diseño’ de España y el ‘último muerto en duelo de honor’ en España; lo mató el hijo del general Manuel de Salamanca Negrete, ante las críticas de Figueroa al mandato de su padre, cuando era capitán general de Cuba en 1890. La prensa de la época, amedrentada, fue muy cauta en la difusión de la noticia.
El ayuntamiento malagueño lo nombró "Hijo Predilecto de Estepona", y el de Madrid le dedicó una calle en 1904, año de su fallecimiento a los 55 años de edad.